# بوکتوچا
بوکتوچا (به انگلیسی: Bouctouche) یک منطقهٔ مسکونی در کانادا است که در کنت، نیوبرانزویک واقع شده‌است. بوکتوچا ۱۸٫۳۴ کیلومتر مربع مساحت و ۲٬۳۶۱ نفر جمعیت دارد.